# Step Up 3D
Step Up 3D, auch bekannt als Step Up 3 – Make Your Move, ist ein US-amerikanischer Tanzfilm aus dem Jahr 2010. Das Drehbuch schrieben Amy Andelson und Emily Meyer. Regie führte wie schon bei Step Up to the Streets Jon M. Chu. In dieser Fortsetzung übernehmen Alyson Stoner und Adam G. Sevani die Hauptrollen, wobei Stoner in Step Up und Sevani auch in Step Up 2 the Streets mitspielten. Step Up 3D ist der erste Film der Reihe, der in 3D gedreht wurde. Der Film feierte am 6. August 2010 seine Premiere in Los Angeles und wurde drei Wochen später am 26. August in Deutschland veröffentlicht.

## Handlung
Moose, der seiner Mutter versprach, an der New York University Ingenieurwissenschaften zu studieren und nicht mehr zu tanzen, stolpert in einen Tanzwettstreit. Er trifft dabei auf Luke und seine „Crew“, House of Pirates. Diese Crew setzt sich aus tanzbegeisterten Straßenkids zusammen, die bei Luke eine neue Heimat gefunden haben. Moose ist begeistert und tritt ihnen bei. Gemeinsam trainieren sie für den World Jam Dance Contest, da das Preisgeld dieses Wettkampfes die finanziellen Probleme der Gruppe lösen würde. Außerdem stößt die Tänzerin Natalie zur Gruppe. Sie hat jedoch den Auftrag von ihrem Bruder Julian, dem Leiter des House of Samurai und Erzrivalen von Luke, die Pirates auszuspionieren. Als Julian ihr ein Trainingsvideo der Pirates klaut und dieses online stellt verlässt sie die Pirates. Luke, der nichts von der Verwandtschaft von Natalie und Julian weiß, bleibt irritiert zurück.
Julian, der das House of Pirates vernichten will, schickt Luke in Natalies Namen, aber ohne deren Wissen, eine SMS und lädt ihn zu sich ein. Die unwissende Natalie freut sich über Lukes Besuch. Als Luke ihr in einem ungestörten Moment seinen selbstgedrehten Film Born from a Boombox gibt, taucht Julian auf. Er enttarnt Natalie und verhöhnt Luke. Dieser verlässt daraufhin wutentbrannt die Feier. Moose, der Luke begleitet hat, aber eigentlich mit seiner besten Freundin Camille zu einer Halloween Party eingeladen war, kommt zu spät für die Party und beide streiten sich. Das House of Pirates indessen hat ganz andere Probleme: Julian hat Luke Die Festung, die Unterkunft und den Probenraum der Piraten, enteignen lassen. Luke weiß keinen Rat mehr und löst daraufhin die Crew auf.
Moose, der sich inzwischen mit Camille wieder vertragen hat und von ihr ermutigt wird weiter zu tanzen, besucht Luke an seinem neuen Arbeitsplatz. Er ermutigt Luke nicht aufzugeben, woraufhin Luke den Job kündigt. Vor der Tür wartet beinahe die vollständige Crew der Pirates auf ihn. Gemeinsam versprechen sie sich beim World Jam Contest ihr Bestes zu geben. Moose hat in der Zwischenzeit einen neuen Probenraum und Verstärkung organisiert:
seine alte Crew, die MSA.
Zu Beginn des World Jam Contest trifft Natalie auf Luke, den sie bittet ihr zu verzeihen. Dieser ist aber immer noch tief gekränkt und erklärt ihr, dass er ihr nicht mehr vertrauen könne. Beim Final-Battle gegen die Samurai scheint es zunächst so, als würden diese gewinnen, doch dann greift Natalie ein: Sie tritt für die Pirates auf die Tanzfläche und erklärt ihrem wütenden Bruder nichts mehr mit ihm zu tun haben zu wollen. Mit dieser Unterstützung fassen die Pirates neuen Mut und können den Contest gewinnen. Während alle den Sieg feiern, findet Luke einen Brief von Natalie und die Aufnahmebestätigung einer Filmakademie in Kalifornien.
Am Bahnhof wird Natalie von den Pirates verabschiedet und Luke, der sich entschlossen hat Natalie zu verzeihen, geht mit ihr nach Kalifornien. Beim Aufbruch überreicht er Moose noch ein Päckchen mit seinen Glücksschuhen, den Schuhen, die Moose zu den Pirates geführt haben. Moose erkennt seine Gefühle für Camille und küsst sie.

## Synchronisation
Die Synchronisation wurde von der Berliner Synchron GmbH Wenzel Lüdecke, Berlin durchgeführt. Das Dialogbuch und die Diealogregie hatte Gerrit Schmidt-Foß.
| Rolle               | Schauspieler          | deutsche Schronstimme   |
| ------------------- | --------------------- | ----------------------- |
| Luke Katcher        | Rick Malambri         | Nico Sablik             |
| Natalie             | Sharni Vinson         | Anna Grisebach          |
| Moose               | Adam G. Sevani        | Hannes Maurer           |
| Camille Gage        | Alyson Stoner         | Luisa Wietzorek         |
| Julien              | Joe Slaughter         | Julien Haggège          |
| Santiago Zilling 1  | Martin Lombard        | Martin Nunez            |
| Santiago Zwilling 2 | Facundi Lombard       | Daniel Montoya          |
| Jacob               | Keith Stallworth      | Salomon Woubayehu Ayele |
| Carlos              | Oren Michaeli         | Nic Romm                |
| Jason               | Stephen "Twitch" Boss | Jan-David Rönfeldt      |
| Anala               | Kendra Andrews        | Kaya Marie Möller       |
| Kid Darkness        | Daniel "Cloud" Campos | Steffan Drotleff        |
| Cable               | Harry Shum Jr.        | Robin Kahnmeyer         |
| Jenny Kido          | Mari Koda             | Tomoko Sawano           |
| Hair                | Christopher Scott     | Kim Hasper              |
| Moose´s Mutter      | Kathy Najimy          | Martina Treger          |
| Monster             | Luis Rosado           | David Turba             |
| Smiles              | LaJon Dantzler        | Gerrit Schmidt-Foß      |

## Musik
Für den Film wurde unter gleichem Titel am 27. Juli 2010 ein Soundtrackalbum  herausgebracht. Die erste daraus veröffentlichte Single ist Club Can’t Handle Me von Flo Rida featuring David Guetta.
1. Club Can’t Handle Me (Flo Rida feat. David Guetta)
2. My Own Step (Theme from Step Up 3D) (Roscoe Dash and T-Pain feat. Fabo)
3. This Instant (Sophia Fresh feat. T-Pain)
4. Already Taken (Trey Songz)
5. This Girl (Laza Morgan)
6. Fancy Footwork (Chromeo)
7. Up! (Jesse McCartney feat. Dapo Torimiro)
8. Freak (Estelle feat. Kardinal Offishall)
9. Whatchadoin? (N.A.S.A. feat. M.I.A., Spank Rock, Santigold and Nick Zinner)
10. Tear Da Roof Off (Busta Rhymes)
11. Move (If You Wanna) (Mims)
12. Shawty Got Moves (Get Cool)
13. Irresistible (Wisin y Yandel)
14. Take Your Shirt Off (T-Pain)
15. I Won’t Dance (Fred Astaire)
16. Beggin’ (Madcon)
17. I Like That (Luciana)
18. Who Dat (J-Cole)
19. Empire State of Mind  (Jay-Z)
20. ABC’s (K’naan)
21. Joyride (Tania Doko)
22. Pinball (Akira Kiteshi)
23. Hit Me With Your Best Shot (Eddie Schwartz)
24. Swing (Savage feat. Soulja Boy)
25. Concerto for 2 Violins, Strings and Continuo in D Minor (Jim Long)
26. Who U R? (Jessie J)
27. No te quiero (Sophia del Carmen feat. Pitbull)
28. Superman (Joe Brooks)
29. Ease Off the Liquor (Timbaland)
30. Let Me C It (Get Cool feat. Petey Pablo)
31. Here I Come (The Roots)
32. Ghettomusick (OutKast)
33. Bang! (Rye Rye feat. M.I.A.)
34. Work the Middle (Ericka June)
35. Crush the Floor (Fly Stylz)
36. Move Shake Drop (Remix) (DJ Laz feat. Flo Rida and Casely)
37. Shooting Star (Party Rock Mix) (David Rush)
38. Got Your Back (T.I.)
39. Congratulations (Blue October)
40. Drivin’ Me Wild (Common)
41. What We Are Made Of (Scott Mallone)

## Rezeption

### Kritiken
„Step Up 3D versagt auf ganzer Linie und markiert wohl einen neuen Tiefpunkt im Genre. Manch einer wird nun behaupten, das wäre nichts neues im Genre, doch bei Step Up 3D könnte das nicht zutreffender sein. Abgesehen vom Soundtrack und einigen wenigen nett inszenierten Tanzszenen lässt sich leider nichts gutes mehr über den Film sagen. Lieber zur Konkurrenz aus England greifen und StreetDance 3D schauen, denn der ist genau das positive Gegenteil von Step Up 3D.“

### Finanzieller Erfolg
Der Film erwirtschaftete am Eröffnungstag etwa sechs Millionen US-Dollar in den Vereinigten Staaten. Am Eröffnungswochenende lagen die Einnahmen bei 15 Millionen US-Dollar an den Kinokassen in den USA.